# 이명관
이명관(1996년 9월 5일 ~ )은 대한민국의 농구 선수이다. 한국여자프로농구(WKBL) 아산 우리은행 우리WON 소속으로 포지션은 포워드이다.

## 경력
2020년 11월에 열린  WKBL 신입선수 선발회에서 3라운드 6순위(전체 18순위)로 용인 삼성생명 블루밍스에 지명되었다.